# Neuland (Belize)
Neuland (auch: Nueland) ist ein Ort im Corozal District von Belize.

## Geografie
Der Ort liegt abgelegen im Südosten der Provinz, bei Campa Pita. Er wurde erst 2010 von Altkolonier-Mennoniten gegründet.
Kleine Straßen führen nach Südwesten nach Santa Martha und nach Little Belize im Nordwesten.

## Klima
Nach dem Köppen-Geiger-System zeichnet sich durch ein tropisches Klima mit der Kurzbezeichnung Af aus.